# Thijs Nijhuis
Thijs Matthias Nijhuis (20 september 1992, Nederland) is een Deense langeafstandsloper.

## Carrière
Nijhuis zette op 20 juni 2020 het Deens record op de 5 km (weg) op zijn naam met een tijd van 13.57 minuten. Ook verbeterde hij in 2020 het 49 jaar oude Deense uurrecord met een kleine 300 meter naar 19.872 meter. In 2021 deed hij mee aan de marathon op de Olympische Zomerspelen 2020.

## Persoonlijk leven
Toen Thijs twee maanden oud was verhuisden zijn ouders met hem van Nederland naar Denemarken.